# Germanen (Chemie)

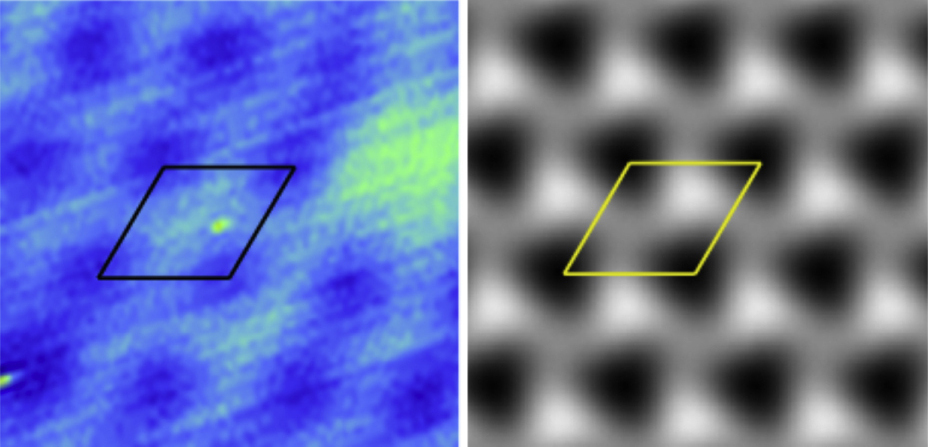
Vergleich eines gemessenen und eines simulierten RTM-Bildes von Germanen auf einer 111-Au-Schicht

Germanen (Betonung auf der dritten Silbe, englisch germanene) ist die Bezeichnung für eine Modifikation des Germaniums mit zweidimensionaler Struktur. Es wurde im September 2014 entdeckt. Ähnliche Stoffe sind beispielsweise Graphen und Silicen.

## Herstellung und Entdeckung
Germanen wurde erstmals erzeugt, indem mittels Molekularstrahlepitaxie Atome des Elements Germanium auf eine Fläche aus Gold aufgebracht wurden.
Untersuchungen zu alternativen Herstellungsverfahren und Trägermaterialien wurden von anderen Forschergruppen publiziert.

## Eigenschaften
Germanen ist eine „graphenähnliche Nanoschicht mit Ausbeulungen“.
Theoretische Berechnungen ergaben, dass die physikalischen Eigenschaften des Germanens denen des Graphens und Silicens ähneln.
Weitere Germaniumatome können sich an eine bestehende Germanenschicht paarweise anlagern, und zwar je ein Atom des Paares auf jeder Seite der Nanoschicht. Diese Paare ziehen einander an und können regelmäßige Strukturen ausbilden. Diese verändern die elektrischen und magnetischen Eigenschaften des originalen Germanens.